# Thunya Sukcharoen
Thunya Sukcharoen (taj. ธัญญ่า สุขเจริญ; ur. 21 kwietnia 1997 w Chon Buri) – tajska sztangistka, mistrzyni świata.
W 2013 roku została brązową medalistką młodzieżowych mistrzostw świata w wadze do 48 kg z wynikiem 162 kg (71+91) oraz srebrną medalistką młodzieżowych igrzysk azjatyckich w tej samej wadze z wynikiem 160 kg (70+90). W 2016 roku wywalczyła złoty medal juniorskich mistrzostw świata w wadze do 48 kg z wynikiem 194 kg (86+108) i juniorskich mistrzostw Azji z wynikiem 181 kg (80+101).
W 2017 roku ponownie zdobyła złoto juniorskich mistrzostw świata i Azji, tym razem uzyskując wyniki odpowiednio 179 kg (82+97) i 180 kg (81+99), a także została mistrzynią Azji z wynikiem 190 kg (84+106) i wicemistrzynią świata z wynikiem 193 kg (86+107). W 2018 roku została brązową medalistką igrzysk azjatyckich w wadze do 48 kg z wynikiem 189 kg (87+102). W 2019 została przyłapana na dopingu, w wyniku tej afery straciła złoty medal mistrzostw świata wywalczony rok wcześniej w Aszchabadzie.
W 2021 na mistrzostwach świata uzyskała w dwuboju wynik 172 kg i otrzymała złoty medal.